# Ziggurat

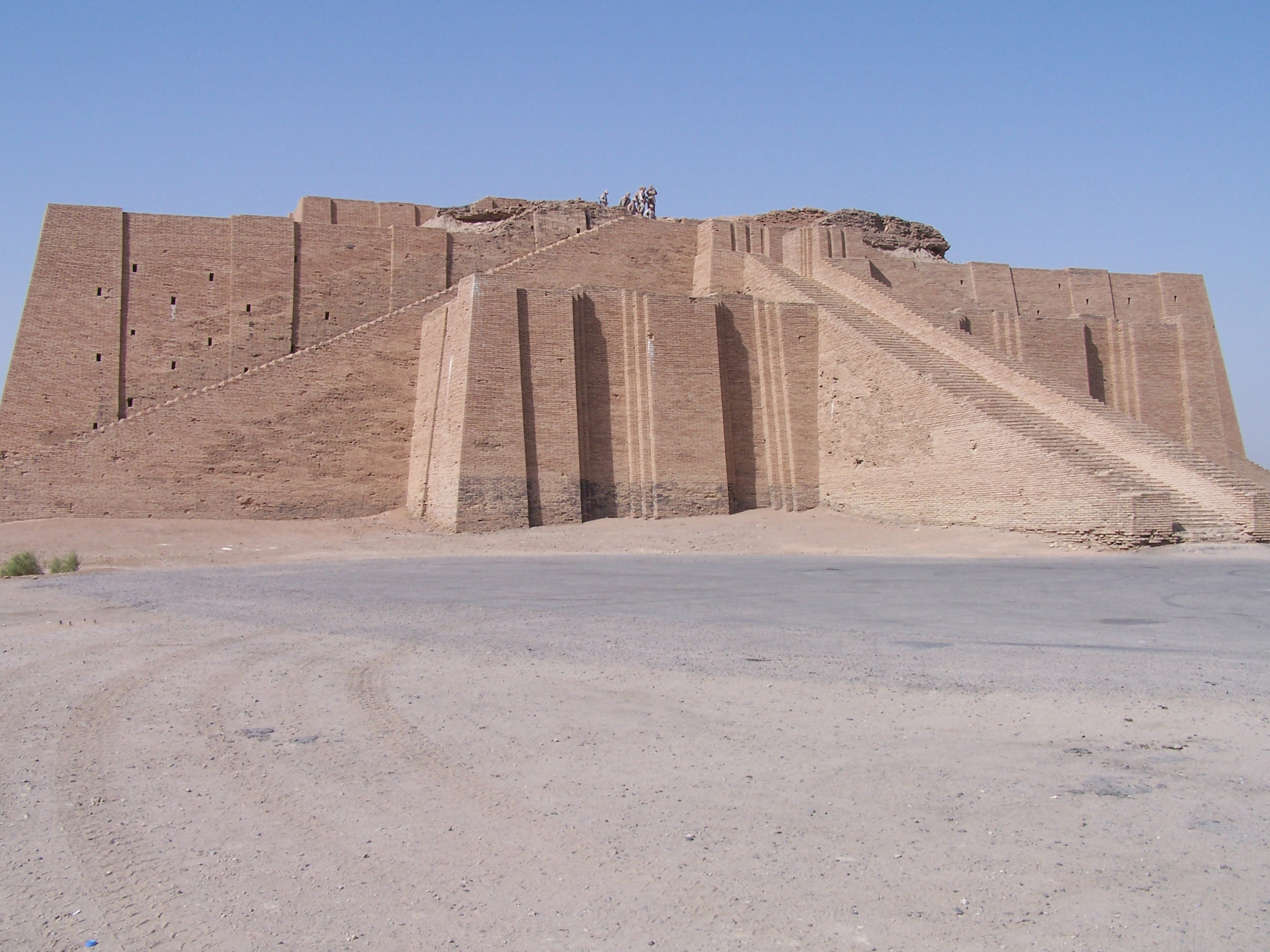
Công trình tái tạo lại Neo-Sumer Ziggurat của Ur, gần Nasiriyah, Iraq

Ziggurat (còn được gọi là tháp Ziggurat) là một cấu trúc xây dựng cổ xưa của người Sumer thuộc vùng Lưỡng Hà, vật liệu chủ yếu để xây dựng là gạch-bùn. Chúng được xem là các Đài chiêm tinh Ziggurat, còn được gọi là bệ núi, ra đời trên cơ sở sùng bái đồi núi, sùng bái các thiên thể và tục lệ xem sao, các vì tinh tú trên trời. Ziggurat thuộc loại hình kiến trúc kiểu tầng bậc, bệ cao nọ đặt trên bệ cao kia, càng lên cao càng thu dần lại, có đường dốc trượt hoặc bậc thang thẳng góc hoặc men theo khối xây để đi lên đỉnh. Trên đỉnh có một đền thờ nhỏ. Bậc thang có khi đi lên từ bên phải và bên trái khối xây, cũng có kiểu bậc thang xoáy trôn ốc.

## Theo nhà khảo cổ học Harriet Crawford
Người ta thường cho rằng các ziggurat ủng hộ một ngôi đền, mặc dù bằng chứng duy nhất cho điều này đến từ Herodotus , và bằng chứng vật lý là không tồn tại ... Khả năng một ngôi đền như vậy từng được tìm thấy là rất xa vời. Xói mòn thường làm giảm các ziggurat còn sót lại xuống một phần nhỏ so với chiều cao ban đầu của chúng, nhưng bằng chứng văn bản vẫn có thể cung cấp thêm dữ kiện về mục đích của những ngôi đền này. Trong tình trạng hiểu biết hiện tại của chúng tôi, có vẻ hợp lý khi áp dụng như một giả thuyết hoạt động, gợi ý rằng các ziggurat đã phát triển từ các ngôi đền trước đó trên các nền tảng và rằng các ngôi đền nhỏ đứng trên các tầng cao nhất ... 
Có thể đi đến đền thờ bằng một loạt đường dốc ở một bên của ziggurat hoặc bằng một đoạn đường dốc xoắn ốc từ chân đến đỉnh. Các ziggurat Lưỡng Hà không phải là nơi để thờ cúng hoặc nghi lễ công cộng. Họ được cho là nơi ở của các vị thần và mỗi thành phố có một vị thần bảo trợ riêng. Chỉ các linh mục mới được phép vào ziggurat hoặc trong các căn phòng ở căn cứ của nó, và họ có trách nhiệm chăm sóc các vị thần và đáp ứng nhu cầu của họ. Các thầy tế lễ là những thành viên rất quyền lực của xã hội Sumer và Assyro-Babylon .
Một trong những ziggurat được bảo tồn tốt nhất là Chogha Zanbil ở miền tây Iran .  Các Sialk ziggurat, trong Kashan , Iran , là một trong những ziggurats biết đến lâu đời nhất, có niên đại vào TCN 3 thiên niên kỷ đầu.  thiết kế của Ziggurat thay đổi từ các cơ sở đơn giản mà một ngôi đền tọa lạc, đến các kỳ quan của toán học và xây dựng kéo dài một số tầng bậc thang và trên cùng là một ngôi đền.
Một ví dụ về ziggurat đơn giản là Đền Trắng của Uruk , ở Sumer cổ đại . Bản thân ziggurat là cơ sở đặt Đền Trắng. Mục đích của nó là để đưa ngôi đền đến gần hơn với thiên đường, [ cần dẫn nguồn ] và cung cấp lối đi từ mặt đất lên đó thông qua các bước. Người Lưỡng Hà tin rằng những ngôi đền kim tự tháp này kết nối trời và đất. Trên thực tế, ziggurat ở Babylon được gọi là Etemenanki , có nghĩa là "Ngôi nhà của nền tảng của trời và đất" trong tiếng Sumer .

Hiện chưa rõ niên đại xây dựng ban đầu của nó, với các niên đại được đề xuất là từ thế kỷ thứ mười bốn đến thế kỷ thứ chín trước Công nguyên, với bằng chứng văn bản cho thấy nó tồn tại trong thiên niên kỷ thứ hai.  Thật không may, ngay cả phần chân đế còn lại của công trình kiến trúc đồ sộ này, nhưng những phát hiện khảo cổ và tài liệu lịch sử đã đặt tháp này có bảy tầng nhiều màu, trên cùng là một ngôi đền có tỷ lệ tinh tế. Ngôi đền được cho là đã được sơn và duy trì một màu chàm , phù hợp với các đỉnh của các tầng. Được biết, có ba cầu thang dẫn đến ngôi đền, hai trong số đó (hai bên sườn) được cho là chỉ leo lên một nửa chiều cao của ziggurat.